# Copa América de Ciclismo

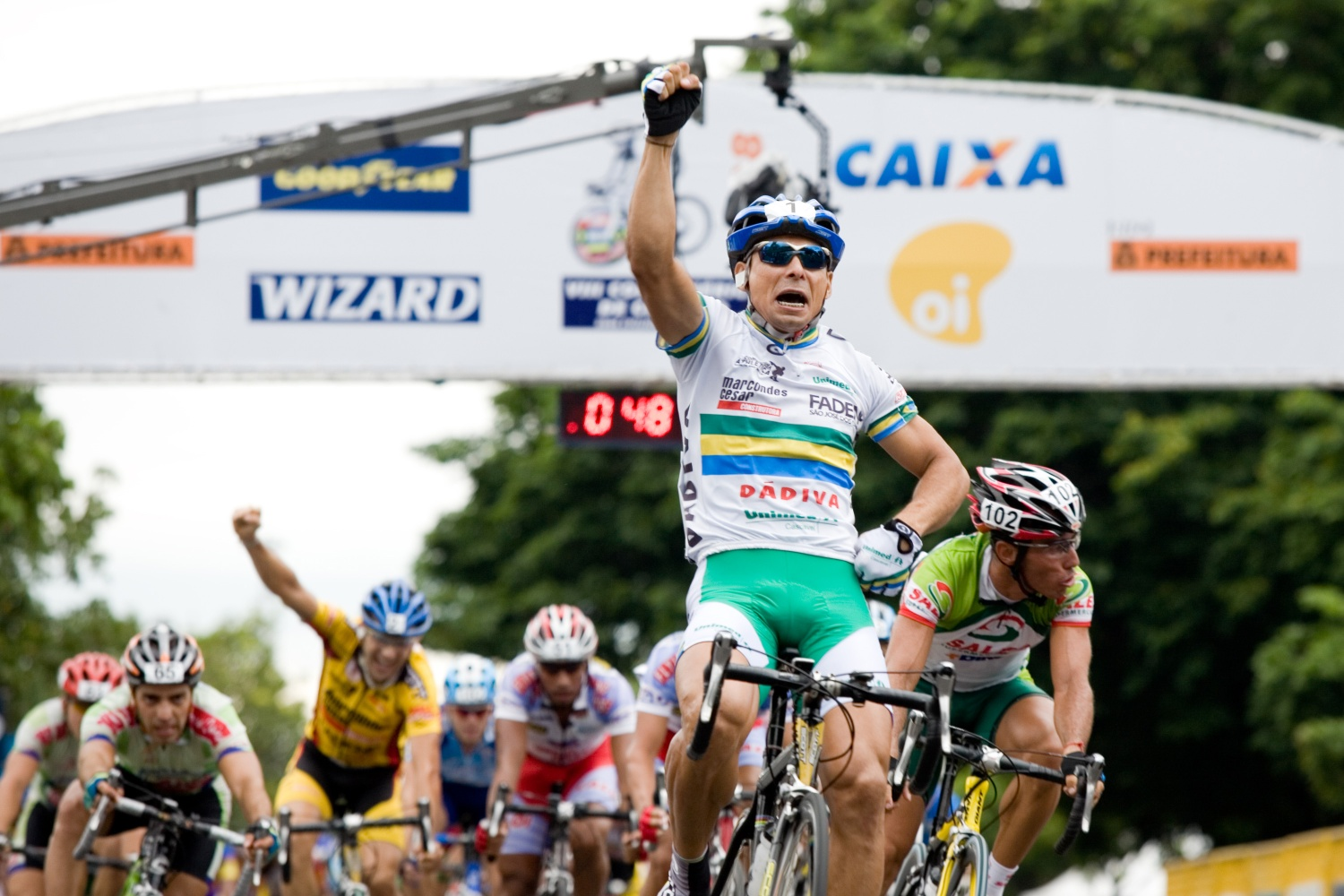
Nilceu dos Santos gewinnt die Copa América de Ciclismo 2008

Copa América de Ciclismo ist ein brasilianisches Straßenradrennen.
Das Rennen wurde 2001 zum ersten Mal ausgetragen und findet seitdem jährlich im Januar statt. Austragungsort ist die brasilianische Stadt São Paulo. Von 2005 bis 2008 zählte das Eintagesrennen zur UCI America Tour und war in die Kategorie 1.2 eingestuft. Rekordsieger ist der Brasilianer Nilceu dos Santos, der das Rennen viermal hintereinander für sich entscheiden konnte.

## Sieger
- 2015  Carlos Manarelli
- 2014 nicht ausgetragen
- 2013  Francisco Chamorro
- 2012  Francisco Chamorro
- 2011  Breno Sidoti
- 2010  Geraldo Souza
- 2009  Francisco Chamorro
- 2008  Nilceu dos Santos
- 2007  Nilceu dos Santos
- 2006  Nilceu dos Santos
- 2005  Nilceu dos Santos
- 2004  Além Reyes
- 2003  Renato Roshler
- 2002  John Lieswyn
- 2001  André Grizante